# Galeria Pauza
Galeria Pauza – galeria sztuki współczesnej w Krakowie specjalizująca się w wystawach fotografii. Działa od 2005 roku. Początkowo mieściła się na drugim piętrze kamienicy przy ulicy Floriańskiej 18. Od 2016 roku Galeria działa w Pasażu Bielaka, przy ulicy Stolarskiej 5/3, gdzie przeniosła się wraz z Klubem Pauza.
W 2004 roku, w wyniku współdziałania ludzi skupionych wokół krakowskiej Pauzy, powstała Fundacja na Rzecz Rozwoju i Promocji Sztuki Współczesnej Pauza (od 2005 roku posiadająca status organizacji pożytku publicznego). Głównym celem Fundacji Pauza jest promowanie i wspieranie rozwoju sztuki współczesnej, jej twórców, wszystkich technologii służących jej prezentowaniu oraz szeroko pojęte działania edukacyjne.
W Galerii Pauza, oprócz fotografii, prezentowane są prace, które zawierają w sobie elementy grafiki, malarstwa, rzeźby czy video. Galeria organizuje wystawy zarówno szeroko znanych i doświadczonych artystów, jak i młodych twórców, stawiających pierwsze kroki na scenie artystycznej.
W Galerii Pauza prezentowali swoje prace m.in.: Tomek Sikora, Mikołaj Grynberg, Jason Gallacher, Natalia LL, Laureaci Konkursu Fotografii Prasowej 2006, L’OEil Public (Bollendorf, Brault, Herbaut), Agnes Jeziorska, Rawa Joanna Kiersztajn, Anna Maria Karczmarska, Maciej Dyczkowski, Jani Konstantinovski Puntos, Rimer Cardillo, Tim Bosko (Anna Kawa, Tomasz Wójcicki), Gregor Podgórski, Piotr Sikora.